# Fiind băiet păduri cutreieram
„Fiind băiet păduri cutreieram” este o poezie scrisă de Mihai Eminescu în anul 1878 și publicată postum.
Poezia surprinde un episod din adolescența eului poetic.
Discursul eului poetic este la persoana I, marcă a subiectivității, iar verbele sunt la timpuri trecute, dovadă a unor întâmplări deja petrecute.
Tabloul vizual și auditiv este realizat printr-o acumulare a detaliilor, având rolul de a accentua lentuarea mișcărilor. Într-o natură paradisiacă, adolescentul lipsit de griji și ocrotit de lumina lunii, divinitate astrală a nopții, se lasă cuprins de magia cântecului pădurii, intrând în lumea visului și a basmelor. În felul acesta evenimentele poetice se preschimbă într-o poveste tipic romantică în care timpul real își pierde tăria, dimensiunile făcând loc fantasticului.
Din tei iese „o nimfă a pădurii“, o făptură de vis, de vrajă al cărei portret este surprins cu o acuratețe halucinantă. Frumusețea zânei este una tipică femeii eminesciene, fiind realizată printr-o condensare de epitete și comparații: „ochii mari“, „micul picior“, „păru-i blond și moale ca mătasea“, „grumazul alb“, „trupul ei cel alb“.
În ultima strofă, cititorul atent poate sesiza că eul poetic insistă asupra unicității experienței și asupra timpului evenimentului: „si, ah, era atâta de frumoasă”. Interjecția „ah” marchează regretul de pe o altfel de lume, dar mai ales este conștientizat momentul de ruptură deoarece nimfa, pădurea, vârsta adolescenței, toate aparținând unui trecut unic, fascinant care poate reînvia numai prin poezie.
Poezia în format audio este în domeniul public pe site-ul librivox.org